# Huncea, Haisîn
Huncea (în ucraineană Гунча) este localitatea de reședință a comunei Huncea din raionul Haisîn, regiunea Vinnița, Ucraina.

## Demografie
Componența lingvistică a localității Huncea
     Ucraineană (99,81%)
     Alte limbi (0,19%)
Conform recensământului din 2001, majoritatea populației localității Huncea era vorbitoare de ucraineană (99,81%), existând în minoritate și vorbitori de alte limbi.